# Hemirrhaphes candezei
Hemirrhaphes candezei is een keversoort uit de familie kniptorren (Elateridae). De wetenschappelijke naam van de soort is voor het eerst geldig gepubliceerd in 1916 door Fleutiaux.